# دادخواهی سنخی
دادخواهی سنخی (به انگلیسی: class action) یا شکایت جمعی یا شکایت گروهی (به انگلیسی: class suit) یا شکایت نمایندگی (به انگلیسی: representative action) نوعی شکایت قانونی است که گروهی از افراد که در یک موقعیت یکسان هستند از گروه دیگر انجام می‌دهند و معمولاً مصرف‌کنندگان این نوع شکایت را از کسب و کارهای بزرگ انجام می‌دهند. این قانون سال‌های بسیاری در ایالات متحده وجود داشته ولی در کشورهای اروپایی که قانون حفظ حقوق شهروندی دارند، در سال‌های اخیر (۲۰۱۴) مجوز سازماندهی و شکایت به مصرف‌کنندگان داده می‌شود.